# Apanteles victor
Apanteles victor är en stekelart som beskrevs av Wilkinson 1941. Apanteles victor ingår i släktet Apanteles och familjen bracksteklar. Inga underarter finns listade i Catalogue of Life.